# Bataille de la Bassia
 (juin 2025).
Si vous disposez d'ouvrages ou d'articles de référence ou si vous connaissez des sites web de qualité traitant du thème abordé ici, merci de compléter l'article en donnant les références utiles à sa vérifiabilité et en les liant à la section « Notes et références ».
Guerre russo-polonaise (1654–1667)
Batailles
- Smolensk
- Chklow
- Szepielewicze
- Ochmatów
- Vilnius
- Horodok
- Ozerna
- Verkiai
- Miadzel
- Konotop
- Liakhavitchy
- Połonka
- Lioubar
- Słobodyszcze
- Bassia
- Tchoudniv
- Kuszliki
- Hloukhiv
- Stawiszcze

La bataille de la Bassia ou de la rivière Bassia se déroula du 24 septembre au 10 octobre 1660, pendant la guerre russo-polonaise qui opposa la république des Deux Nations au tsarat de Russie de 1654 à 1667.
Les Russes, alliés aux Cosaques et aux Tatars, disposaient d’une armée de 15 000 hommes menée par Iouri Dolgoroukov, alors que les troupes polonaises, sous la direction de Stefan Czarniecki, étaient au nombre de 24 000. Les premières escarmouches entre les deux cavaleries tournent plutôt à l’avantage des Russes.
La grande bataille à proprement parler a lieu le 8 octobre sur un vaste champ bordant la Bassia. Elle débute par une attaque de l’aile droite de Czarniecki sur l’aile gauche russe. La division de Michał Kazimierz Pac enfonce également le flanc droit russe et le repousse de plusieurs milles. Appuyée par son artillerie, l’infanterie russe lance avec succès une attaque sur le centre des forces lituaniennes de Sapieha, qui, à force d’envoyer des troupes en renfort à Czarniecki et à Pac, est à la tête d’une force considérablement affaiblie. Sur les flancs, cependant, la cavalerie polonaise commence à prendre le dessus sur la cavalerie russe, la forçant à se débander et laissant ainsi le corps principal de l’armée russe complètement encerclé. Malgré tout, les Russes tiennent bon et ne se retirent du champ de bataille qu’après la fin des attaques polonaises. Les pertes sont lourdes dans les deux camps, jusqu’à mille hommes de chaque côté.
Les hostilités reprennent le 10 octobre après que les Russes ont reçu 900 hommes du voïvode Maxime Rtichtchev (ru) en renfort. L’armée de Dolgoroukov parvient à repousser une attaque des troupes de Michał Kazimierz Pac et à les renvoyer dans leur camp, mais n’arrive pas à profiter davantage de ce succès. Les deux armées se retrouvent dans une impasse, et l’arrivée prochaine de l’hiver dans cet environnement ravagé est perçue comme une menace par les deux camps. Les combats sur la rivière Bassia prennent fin lorsque les Polonais partent au-devant d’Ivan Khovanski pour le défaire avant qu’il ne rejoigne Dolgoroukov. Ce dernier, ne recevant pas d’ordre du tsar lui intimant de se lancer à la poursuite des Polonais, ne lève pas le camp et se contente d’attendre les renforts.
Sur le plan stratégique, la campagne de 1660 montre que la république des Deux Nations est incapable de gagner la guerre toute seule, malgré la paix conclue avec la Suède.